# Dobrila Ojdanić
Dobrila Ojdanić, född 1920, död 1995, var en montenegrinsk-jugoslavisk politiker (kommunist).

## Biografi
Dobrila Ojdanić var medlem i den kommunistiska motståndsrörelsen under andra världskriget.
Efter kriget hade hon många politiska funktioner. Hon var medlem av folkfrontens huvudstyrelse, AFŽ:s huvudstyrelse, huvudstyrelsen för Krigshjältarnas Union, och på grundkongressen för KPJ för Montenegro valdes hon in som medlem av centralkommittén för KP i Montenegro. Hon var en federal suppleant i en sammankomst. Sedan 1955 var medlem av centralstyrelsen för Krigshjältarnas Union i Jugoslavien, och från 1948 ledamot av AFŽ Jugoslaviens centralstyrelse. Hon förblev i dessa positioner 1955–1961. Hon var en av endast tre kvinnor som valdes in i parlamentet.
Som professionell politisk arbetare tjänstgjorde hon som sekreterare för huvudstyrelsen för AFŽ i Montenegro fram till 1948, då hon utsågs till assistent till ministern för hälso- och socialpolitik. Hon var ordförande för huvudstyrelsen för Montenegro kvinnoförening 1953–1961. I nästan två decennier var hon ordförande för kommissionen för vård av soldater och barn till stupade soldater i Soldatförbundets huvudstyrelse.
Dobrila Ojdanić mottog Nationalhjälteorden.